# Пэм Бисли
Памела Морган Халперт (англ. Pamela Morgan Halpert, также Памела Морган Бисли Халперт, в девичестве — Бисли, род. 25 марта 1979 года) — вымышленная героиня сериала «Офис», исполненная Дженной Фишер. Пэм работает секретаршей в компании по поставке бумаги «Дандер Миффлин» (англ. Dunder Mifflin) в Скрантоне, штат Пенсильвания. В конце 5 сезона она, вдохновляясь идеей своего начальника, Майкла Скотта, увольняется из «Дандер Миффлин» и работает в «Бумажной компании Майкла Скотта» (англ. Michael Scott Paper Company) вместе с Райаном Ховардом, и вместо секретаря впервые становится специалистом по продажам. Позднее она возвращается в «Дандер Миффлин», и в начале 6 сезона выходит замуж за своего коллегу и лучшего друга, Джима Халперта. В том же сезоне Пэм и Джим впервые становятся родителями (младший сын появляется в 8 сезоне).
Исполнительница роли, Дженна Фишер, неоднократно получала похвалу за свою актёрскую игру, и была удостоена премии Гильдии киноактёров США за лучший актёрский состав в комедийном сериале вместе с остальными актёрами «Офиса» дважды, в 2007 и 2008 годах.

## Кастинг

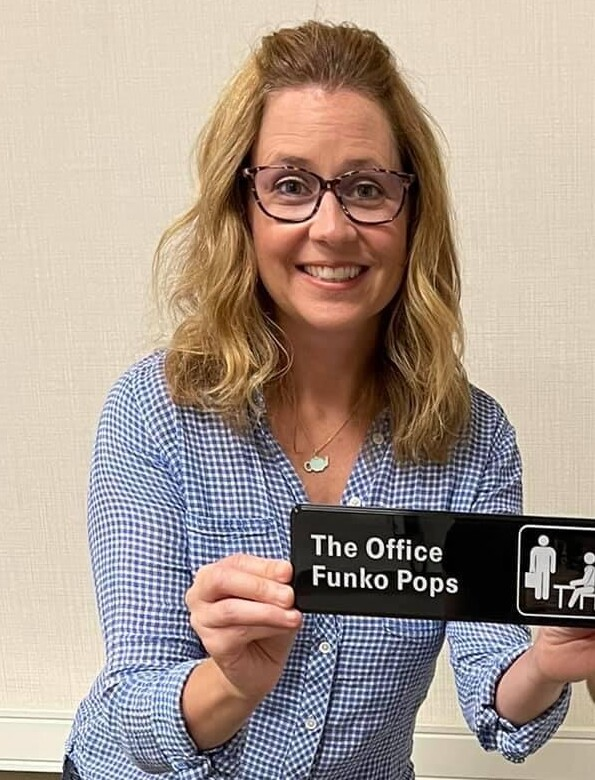
Дженна Фишер исполнила роль Пэм Халперт в американской адаптации ситкома «Офис»

Персонаж Пэм был адаптирован так, чтобы полностью соответствовать героине из британской версии «Офиса», Доун Тинзли. Даже самые минимальные детали, включая причёску, должны были быть такими же, как у Доун. Когда Дженна Фишер пришла на кастинг «Офиса» для роли Пэм, ей сказали не пытаться быть красивой и выглядеть нормальной, сделать так, чтобы режиссёрам стало скучно из-за её кастинга. По словам Фишер, она отвечала на вопросы односложно, не сильно думая над ответами, делала вид, что ей абсолютно всё равно, и команде NBC понравился такой её подход, благодаря чему она и получила роль.
Фишер нашла креативный подход в создании продуманной истории Пэм. На протяжении первых нескольких сезонов актриса хранила у себя список информации о Пэм, которую создатели сериала раскрывали по мере развития её героини; с визажистами и парикмахерами у неё была договорённость, что её причёска не должна выглядеть так, будто на неё было затрачено больше 30 минут. Свою героиню она описывала следующим образом: «Для того, чтобы Пэм выглядела настоящей, я перестала делать некоторые вещи. Я не отбеливала зубы. Я не делала себе фарфоровые виниры. Если присмотритесь повнимательнее, то заметите и другие вещи. Например, я не делаю мистические процедуры для загара и всё в подобном роде. Мне нужно, чтобы всё было по-настоящему, чтобы Пэм всегда выглядела правдоподобно, а не стала вдруг пластмассовой, как кинозвезда».
Кроме того, актриса говорила и о критике Пэм от поклонников сериала. Так, в эпизоде «Снижение веса» (5 сезон 2 серия) зрители были в бешенстве из-за того, что Пэм решила поехать в Нью-Йорк, чтобы обучаться в Школе искусств, и развлекалась там с друзьями, когда Джим говорил, как скучал по ней. Позднее, уже в 9 сезоне, Пэм снова раскритиковали за то, что она недостаточно поддерживала Джима, когда он уехал в Филадельфию на вторую работу. Фишер прокомментировала критику своей героини в одном из подкастов «Леди Офиса»: «Когда Джим инвестировал деньги в новый бизнес, и не сказал Пэм ни слова, а потом оставил свою семью, оставил жену с двумя детьми на руках, чтобы заполучить работу мечты, люди снова накинулись на Пэм, будто она не поддерживает супруга должным образом. В обоих этих случаях я видела много ненависти по отношению к Пэм. Могу ли я назвать эту ненависть основанной на сексизме? Да, могу […] Люди не знают, почему я и Джон [Красински] не пара в реальной жизни. Не знаю, как объяснить это, потому что история равнозначна той, как говорить детям, что Санты не существует. Зрители знают, что мы изображаем персонажей, но я ещё и знаю, что если о нас подумают, как о Джоне и Дженне, то для них сразу же разрушится вся магия между Джимом и Пэм».
На роль Пэм также рассматривалась Кэтрин Хан.

## Информация о персонаже

### Биография
Пэм Бисли родилась 25 марта 1979 года в Скрантоне, штат Пенсильвания. В старшей школе познакомилась с Роем Андерсоном, с которым впоследствии стала встречаться. В пилотном эпизоде становится известно, что они встречаются уже 8 лет, из которых последние 3 года помолвлены и не могут начать подготовку к свадьбе. Пэм, как и Рой, работает в «Дандер Миффлин», компании по поставке бумаги. Она не любит свою работу и не хочет оставаться в компании в будущем, потому что «не каждая маленькая девочка мечтает быть секретаршей». Пэм — очень скромная и ранимая девушка, и в пилотном эпизоде, когда Майкл шуточно её увольняет, она сразу же начинает плакать, воспринимая его слова всерьёз.
Будучи помолвленной с Роем, Пэм либо жёстко отрицает, либо находится на стадии отрицания романтических чувств к Джиму Халперту, своему лучшему другу, который влюблён в неё со дня первой их встречи. В эпизоде «Ночное казино» (2 сезон 22 серия) Джим признаётся Пэм, что любит её, и не хочет быть просто другом, однако Пэм отвечает ему отказом. Он также извинился за то, что неправильно понял их дружбу. Затем, когда в офисе Пэм разговаривает по телефону со своей матерью, рассказывает ей, что Джим её лучший друг, а потом отвечает: «Думаю, что да», на неуслышанный вопрос. Джим приходит к ней и целует её, Пэм отвечает ему взаимностью.
В 3 сезоне характер Пэм заметно меняется: она становится гораздо увереннее в себе, и в эпизоде «Охота на геев» (3 сезон 1 серия) становится известно, что она сомневается насчёт свадьбы с Роем и не хочет выходить за него замуж. Джима переводят в филиал в Стамфорде, штат Коннектикут, незадолго после того, как Пэм отвергает его уже после второго их поцелуя. Она переезжает в собственную квартиру, записывается на курсы изобразительного искусства (которые ранее Рой считал пустой тратой времени), и покупает новую машину. Когда филиалы Скрантона и Стамфорда объединяются (эпизод «Слияние», 3 сезон 8 серия), Джим возвращается в офис с новой сотрудницей, Карен Филиппелли, с которой начинает встречаться. Дружба Джима и Пэм терпит крах сначала из-за отъезда Джима в Стамфорд, а также после его возвращения в Скрантон: встречи между ними становятся напряжёнными и неловкими несмотря на то, что они всё ещё испытывают чувства друг к другу. В эпизоде «Коктейли» (3 сезон 18 серия) Рой и Пэм помирились, однако Пэм решает быть во всём прямолинейной и честной, поэтому рассказывает Рою, что целовалась с Джимом; в ответ Рой злится и устраивает погром в баре. В эпизоде «Прибавка» (3 сезон 19 серия) Рой нападает на Джима, но за последнего заступается Дуайт, и Роя увольняют. Позже он встречается с Пэм в кафе, и они окончательно расстаются; при этом Рой советует ей признаться в своих чувствах к Джиму и самой сделать первый шаг. В эпизоде «Пляжные игры» Пэм впервые признаётся в том, что отменила свадьбу «по многим причинам», но основная причина — это Джим, и они даже не дружат, и также высказывает недовольство своим коллегам, которые никогда не замечают её и ни во что не ставят.
В эпизоде «Ниагарский водопад» (6 сезон 4-5 серии) Пэм и Джим женятся, и вскоре у них рождается дочь, Сесилия Мари Халперт (эпизод «Роды», 6 сезон 17-18 серии). Позднее у них рождается младший сын, Филлип Халперт. В эпизоде «Консультирование» (7 сезон 2 серия) Пэм придумывает для себя новую должность — администратор «Дандер Миффлин».

### Интересы
Основной интерес Пэм — рисование. В эпизоде «Школа бизнеса» (3 сезон 17 серия) Пэм организовывает собственную выставку рисунков, куда приглашает всех сотрудников офиса, но никто не приходит; лишь под конец заявляется Оскар Мартинес со своим молодым человеком, раскритиковывая картины Пэм, а затем приезжает Майкл, который не только в восторге от картин, но и говорит, что гордится Пэм. Он также покупает картинку с изображением филиала «Дандер Миффлин» в Скрантоне и вешает её в офисе рядом со своим кабинетом. Она даже едет в Нью-Йорк, чтобы обучаться в Школе искусств, но довольно быстро оттуда возвращается, потому что скучает по Джиму.

## Отношения

### Рой Андерсон
Рой Андерсон — работник склада «Дандер Миффлин», с которым Пэм познакомилась ещё в школе. Они начали встречаться, и спустя 5 лет отношений Рой сделал Пэм предложение, однако затяжная помолвка и отсутствие каких-либо планов на свадьбу становятся предметом шуток в офисе. Так, в эпизоде «Данди» (2 сезон 1 серия) при упоминании номинаций прошлых лет говорится о том, что с момента помолвки Пэм была введена категория «Самая долгая помолвка», и спустя 2 года от неё решено было отказаться.
Замечая симпатию Джима к Пэм, в первых сезонах Рой агрессивно настроен к нему. В эпизоде «Баскетбол» (1 сезон 5 серия), когда Джим хочет впечатлить Пэм своими навыками, Рой специально бьёт его локтем в нос. В эпизоде «Мальчики и девочки» (2 сезон 15 серия) Джим советует Пэм поехать на курсы графического дизайна от «Дандер Миффлин», однако Рой выступает против этой идеи, считая рисование глупым занятием. В эпизоде «Школа бизнеса» (3 сезон 17 серия) Пэм признаётся Рою, что целовалась с Джимом; Рой в ярости и пытается напасть на него, но его останавливают, а затем увольняют.

### Джим Халперт
Джим Халперт — специалист по продажам «Дандер Миффлин» и лучший друг Пэм. С пилотного эпизода становится ясно, что Пэм очень ему нравится, но Джим не может добиться взаимности из-за её жениха Роя, который, к тому же, враждебно настроен и к Джиму, потому что видит его симпатию к Пэм.
В эпизоде «Ночное казино» (2 сезон 22 серия) Джим впервые признаётся Пэм в своих чувствах, и говорит, что хочет быть больше, чем просто другом, но Пэм отвергает его. Позже, в тот же вечер, они целуются. В 3 сезоне дружба Джима и Пэм прекращается, потому что сначала Джим работал в филиале Стамфорда, после чего вернулся в Скрантон с новой подругой, впоследствии ставшей его девушкой. Несмотря на непродолжительное воссоединение с Роем, Пэм, в конечном итоге, отменяет свадьбу и расстаётся с ним. В эпизоде «Работа» (3 сезон 25 серия) Джим наконец приглашает Пэм на свидание.
В эпизодах «Дандер-Миффлин-Бесконечность» (4 сезон 3-4 серии) об отношениях Джима и Пэм публично объявляет Майкл (он же проявляет наибольшую благосклонность к их паре, потому что с самого начала советовал Джиму не сдаваться и добиваться Пэм). В эпизодах «Снижение веса» (5 сезон 1-2 серии) Джим делает Пэм предложение. В эпизоде «Снятие стресса» (5 сезон 14 серия) Джим рассказывает отцу Пэм, что ни на секунду не сомневался в своих чувствах к ней и готов провести с ней остаток жизни, и Пэм понимает, что чувствует то же самое. В эпизодах «Ниагарские водопады» (6 сезон 3-4 серии) они женятся, хотя изначально хотели пожениться тайком (эпизод «Кафе-диско», 5 сезон 27 серия), но передумали. В 8 сезоне Пэм беременна снова (что совпало с реальной беременностью Фишер), и у неё и Джима рождается мальчик, Филлип Халперт.
В 9 сезоне брак Пэм и Джима на грани развода из-за работы последнего в Филадельфии; отношения между ними становятся напряжёнными ещё и потому, что Джим утаивал от Пэм своё вложение в бизнес друга в сфере спортивного маркетинга. Несмотря на все трудности, им удаётся сохранить свой брак, и в конце сериала становится известно, что Пэм тайком выставила их дом на продажу, и теперь они могут переехать в Остин, штат Техас, чтобы Джим продолжил работу своей мечты; Пэм же становится фрилансером и хозяйкой картинной галереи.

## Популярность персонажа
Пэм Халперт, несмотря на всю скромность, со временем становится одним из самых раздражающих персонажей «Офиса». Так, неоднократно отмечалось, что она — худший сотрудник «Дандер Миффлин» и Майкл мог множество раз её уволить.
Отношения Пэм с Джимом Халпертом считаются самыми лучшими во всём ситкоме, но и здесь Пэм обвиняют в том, что она заставляла Джима делать шаг назад в её пользу, а не в пользу повышения или переезда в другой город, что практически приводит к их расставанию. Дженна Фишер и Джон Красински (исполнитель роли Джима) принимали непосредственное участие в формировании истории своих персонажей в финальном сезоне «Офиса». Эпизод «Ночное казино» (2 сезон 22 серия) со сценой признания Джима переснимали несколько раз, потому что каждый раз Фишер плакала, и при монтаже решили использовать самый первый дубль.